# Eutolmi (poeta)
Eutolmi, en llatí Eutolmius, en grec antic Εὐτόλμιος fou un poeta grec autor de quatre epigrames inclosos a l'Antologia grega, que és a l'únic lloc on se l'anomena, i on se li donen els títols d'Escolàstic i Il·lustre.